# Otilia Brumă
Otilia Brumă (* 13. Juni 1992 in Suceava), bekannt unter ihrem Künstlernamen Otilia, ist eine rumänische Pop-Sängerin.

## Leben und Karriere
Brumă wuchs in armen Verhältnissen auf. Ihre Musikkarriere begann Anfang der 2010er Jahre. Größere Bekanntheit erreichte sie im Jahr 2014 mit dem Song Bilionera, der vor allem in der Türkei sehr erfolgreich wurde. Das Musikvideo hierzu zählt bereits über 650 Millionen Aufrufe und stellt heute ihren größten Hit dar.
Anschließend kollaborierte sie mit dem bekannten türkischen Pop-Sänger Serdar Ortaç. Sie beide veröffentlichten den Song Balım, auf dem Otilia sogar auf Türkisch singt. Einige Jahre später brachte die Sängerin weitere türkischsprachige Songs und eine Extended Play heraus. Mit Sinan Akçıl entstand ebenfalls eine Kollaboration.
Gemeinsam mit der bulgarischen Künstlerin Andrea, dem jamaikanischen Sänger Shaggy und dem rumänischen Musiker Costi nahm sie die Single Passion auf.
Daneben machte Otilia mit weiteren Songs wie Diamante oder Adelante auf sich aufmerksam.

## Diskografie

### EPs
- 2020: Aşk Yolu
- 2021: New Eve

### Singles (Auswahl)
- 2013: Dragoste Sau Nu
- 2014: Bilionera
- 2015: Aventura
- 2015: Balım (mit Serdar Ortaç; Original: Paola - Ti Se Pianei)
- 2015: Passion (mit Costi, Shaggy & Andrea)
- 2016: Diamante
- 2017: Aşkla (mit Sinan Akçıl)
- 2017: Prisionera
- 2018: Adelante
- 2020: Deli Gibi
- 2020: Gelmesen
- 2021: Oh Na Na
- 2021: Tu Locura - Kill' Em (mit Sait Esmeray)
- 2021: Amor (mit Umut Kilic)
- 2023: Mujeres de business
- 2023: Cappadocia

Quelle:

### Gastauftritte
- 2017: Yüzyılın Aşkı (von Serdar Ortaç & Sinan Akçıl – im Musikvideo)